# 松井宏次
松井 宏次（まつい こうじ、1984年12月2日 - ）は、静岡県掛川市出身の元プロ野球選手（内野手、右投右打）・コーチ。NPBでは育成選手であった。

## 経歴
磐田農業高から東海大学へ進むが、控えに留まる。きらやか銀行に入るが、活動縮小により4ヶ月で退社。地元に戻り運転代行等の仕事に就いた。
2008年は、愛知県名古屋市に本拠地を置く社会人野球のクラブチームであるNAGOYA23でプレーした。
2009年に四国・九州アイランドリーグの長崎セインツに入団。初年度より俊足巧打の機動力を持つ内野手として定着し、長崎の前期優勝に貢献した。打率.308を記録してリーグのベストナイン（二塁手）にも選ばれている。
2009年プロ野球ドラフト会議にて、東北楽天ゴールデンイーグルスから育成ドラフト1位で指名され入団。しかし支配下選手登録を受けることはなく、2011年シーズン終了後、戦力外通告を受けた。
2012年3月5日、ベースボール・チャレンジ・リーグの富山サンダーバーズに選手兼任コーチとして入団した。シーズン終了後の10月17日、現役引退を発表した。
2014年12月25日、信濃グランセローズの守備・走塁コーチに就任することが球団から発表された。
2016年7月3日、コーチの肩書きのまま兼任選手として現役に復帰。これは、外野手の負傷が発端で選手が少なくなったため、控え選手の補充を目的としたものであった。後期の2試合に出場し、打数0ながら1得点を挙げている。同年のシーズン終了後、退団が発表された。12月9日、福島ホープス守備・走塁コーチに就任。
2017年7月1日、前年に続き、コーチ兼任で三度目となる現役復帰（選手契約）が発表される。後期の10試合に出場したが打数は記録しなかった。シーズン終了後の12月1日に今シーズン限りでの退団が発表された。その後は会社員を経て、社会人野球時代を過ごした地で山形ポニーの総監督を務める。

## 詳細情報

### 年度別打撃成績
- 一軍公式戦出場なし

### 独立リーグでの打撃成績
四国・九州IL
| 年 度     | 球 団     | 打 率 | 試 合 | 打 席 | 打 数 | 得 点 | 安 打 | 二 塁 打 | 三 塁 打 | 本 塁 打 | 打 点 | 三 振 | 四 球 | 死 球 | 犠 打 | 犠 飛 | 盗 塁 | 長 打 率 | 出 塁 率 |
| --------- | --------- | ----- | ----- | ----- | ----- | ----- | ----- | -------- | -------- | -------- | ----- | ----- | ----- | ----- | ----- | ----- | ----- | -------- | -------- |
| 2009      | 長崎      | .308  | 78    | 311   | 273   | 37    | 84    | 19       | 4        | 3        | 28    | 33    | 17    | 0     | 18    | 3     | 5     | .440     | .345     |
| 通算：1年 | 通算：1年 | .308  | 78    | 311   | 273   | 37    | 84    | 19       | 4        | 3        | 28    | 33    | 17    | 0     | 18    | 3     | 5     | .440     | .345     |

BCL
| 年 度     | 球 団     | 試 合 | 打 数 | 得 点 | 安 打 | 二 塁 打 | 三 塁 打 | 本 塁 打 | 塁 打 | 打 点 | 盗 塁 | 犠 打 | 犠 飛 | 四 球 | 死 球 | 三 振 | 併 殺 打 | 打 率 | 出 塁 率 | 長 打 率 | O P S |
| --------- | --------- | ----- | ----- | ----- | ----- | -------- | -------- | -------- | ----- | ----- | ----- | ----- | ----- | ----- | ----- | ----- | -------- | ----- | -------- | -------- | ----- |
| 2012      | 富山      | 65    | 185   | 29    | 51    | 6        | 0        | 0        | 57    | 11    | 5     | 13    | 1     | 25    | 4     | 30    | 4        | .276  | .372     | .308     | .680  |
| 2016      | 信濃      | 2     | 0     | 1     | 0     | 0        | 0        | 0        | 0     | 0     | 0     | 0     | 0     | 0     | 0     | 0     | 0        | .000  | .000     | .000     | .000  |
| 2017      | 福島      | 10    | 0     | 0     | 0     | 0        | 0        | 0        | 0     | 0     | 0     | 0     | 0     | 0     | 0     | 0     | 0        | .000  | .000     | .000     | .000  |
| 通算：3年 | 通算：3年 | 77    | 185   | 30    | 51    | 6        | 0        | 0        | 57    | 11    | 5     | 13    | 1     | 25    | 4     | 30    | 4        | .276  | .372     | .308     | .680  |

### 独立リーグでの表彰
四国・九州IL
- ベストナイン：1回 （二塁手部門：2009年）

### 背番号
- 7 （2009年、2012年）
- 121 （2010年 - 2011年）
- 76 （2015年 - 2016年）
- 88 （2017年）